# Kotwa
Kotwa là một thị trấn thống kê (census town) của quận Varanasi thuộc bang Uttar Pradesh, Ấn Độ.

## Địa lý
Kotwa có vị trí 25°01′B 81°19′Đ / 25,02°B 81,32°Đ Nó có độ cao trung bình là 145 mét (475 feet).

## Nhân khẩu
Theo điều tra dân số năm 2001 của Ấn Độ, Kotwa có dân số 12.411 người. Phái nam chiếm 53% tổng số dân và phái nữ chiếm 47%. Kotwa có tỷ lệ 39% biết đọc biết viết, thấp hơn tỷ lệ trung bình toàn quốc là 59,5%: tỷ lệ cho phái nam là 47%, và tỷ lệ cho phái nữ là 30%. Tại Kotwa, 23% dân số nhỏ hơn 6 tuổi.